# Jörg Bitzigeio
Jörg Bitzigeio (* 19. Dezember 1976 in Andernach) ist ein deutscher Tischtennisspieler und -trainer. Er war von 2006 bis Februar 2012 Bundestrainer der deutschen Tischtennisnationalmannschaft der Damen.

## Aktiver Spieler
Bitzigeio spielte von Anfang der 1990er bis 2006 in der Zweiten Bundesliga, zunächst beim TVB Nassau, später bis 2000 beim WTTF Ramstein. Nach einem Zwischenspiel von 2000 bis 2003 beim TTC Schwalbe Bergneustadt kehrte er zum WTTF Ramstein zurück. In der Saison 2006/07 spielte er mit DT Dudelange in der 1. Liga Luxemburgs, danach schloss er sich dem Regionalligisten TSV Besse an, 2011 wechselte er zum ASV Wuppertal.
Erfolgreich war das Jahr 2004, als er bei der deutschen Meisterschaft im Mixed mit Jie Schöpp Dritter wurde. Im gleichen Jahr siegte er bei den deutschen Hochschulmeisterschaften im Doppel und Mixed, im Einzel erreichte er das Endspiel.

## Trainer
Seit 1995 fungierte Bitzigeio als Trainer, zunächst für die Mannschaft des TTF Ramstein, in der er auch selbst spielte. 2003 erwarb er die A-Lizenz für Trainer. Anfang 2005 wurde er Honorartrainer des Deutschen Tischtennis-Bundes DTTB. Nach dem Ausscheiden von Tobias Beck wurde er am 1. Januar 2006 dessen Nachfolger als Bundestrainer der deutschen Damennationalmannschaft. Unter seiner Amtsführung wurde Wu Jiaduo 2009 Europameisterin, die Damenmannschaft holte bei der Weltmeisterschaft 2010 Bronze. Im Februar 2012 trat er als Bundestrainer wegen unterschiedlicher Auffassungen mit den Teammitgliedern zurück, sein Nachfolger wurde Jie Schöpp. Bis Juli 2015 arbeitete er im Nachwuchsbereich im Deutschen Tischtennis-Zentrum in Düsseldorf, danach trennte er sich – nach Differenzen – vom DTTB. Eine Verpflichtung als Trainer und Manager beim TTC Grenzau im Februar 2016 wurde nach wenigen Tagen wieder aufgelöst.
Im Mai 2016 übernahm Jörg Bitzigeio beim Deutschen Kanu-Verband die Verantwortung für die Planung von Aus- und Fortbildungen für Trainer. Von Juli 2017 bis August 2019 war er Sportdirektor (High Performance Director) des USA Table Tennis (USATT), dem Tischtennis-Verband der Vereinigten Staaten von Amerika 2017 bis 2023 trainierte Bitzigeio zudem Kanak Jha. Von 2021 bis 2023 war der ehemalige Damen-Bundestrainer als leitender Direktor der Akademie 888 Table Tennis in der Nähe von San Francisco tätig.
Im Juli 2023 arbeitete er als Trainer der Chennai Lions in der indischen Liga Ultimate Table Tennis. Zur Premieren-Saison der US-Profi-Liga, die am  15. September 2023 startete und aus gemischten Teams mit Frauen und Männern besteht, wurde er Trainer der Mannschaft Texas Smash. In der ersten Saison der „Major League Table Tennis“ (MLTT) gewann Bitzigeio mit seinem Team im April 2024 die Meisterschaft.

## Privat
Bitzigeio studierte Betriebswirtschaftslehre und Sport an der Deutschen Sporthochschule Köln und schloss dieses 2010 mit dem Diplom des Sportökonom mit Schwerpunkt Management ab. Er erweiterte seine Laufbahn mit dem Erwerb des Sportbetriebfachwirtes.  Seit 2007 ist er verheiratet und hat einen Sohn und eine Tochter. Er lebte bis 2017 in Breitscheid (Ratingen). Von  2017 bis 2019 lebte er mit seiner Familie in Colorado Springs USA. Von 2019 bis 2021 zog er nach Hennef bei Siegburg.  Seit Mai 2021 lebt er mit seiner Frau Carina in Burlingame bei San Francisco.

## Turnierergebnisse
| Verband | Veranstaltung | Jahr | Ort       | Land | Einzel    | Doppel    | Mixed | Team |
| ------- | ------------- | ---- | --------- | ---- | --------- | --------- | ----- | ---- |
| GER     | Pro Tour      | 2005 | Zagreb    | HRV  | letzte 64 |           |       |      |
| GER     | Pro Tour      | 2005 | Velenje   | SVN  | letzte 64 |           |       |      |
| GER     | Pro Tour      | 2002 | São Paulo | BRA  | letzte 32 | letzte 16 |       |      |